# 張弓 (將領)
張弓，中华人民共和国政治人物，第十四屆全國人大代表、中国人民解放军海军少将、广东省军区司令员。
曾長期服役于中國人民解放軍海军，曾任多支海軍舰队高層、歷任江西省軍區司令員、廣東省軍區司令員，2023年9月兼任中共廣東省委委員、常委 。